# 徐恒雄
徐恒雄（1940年—2014年4月26日），臺灣耳鼻喉醫師，培育桃園地區劍道選手，被譽為「桃園劍道之父」，去世後其在桃園區的診所作為桃園劍道故事館。

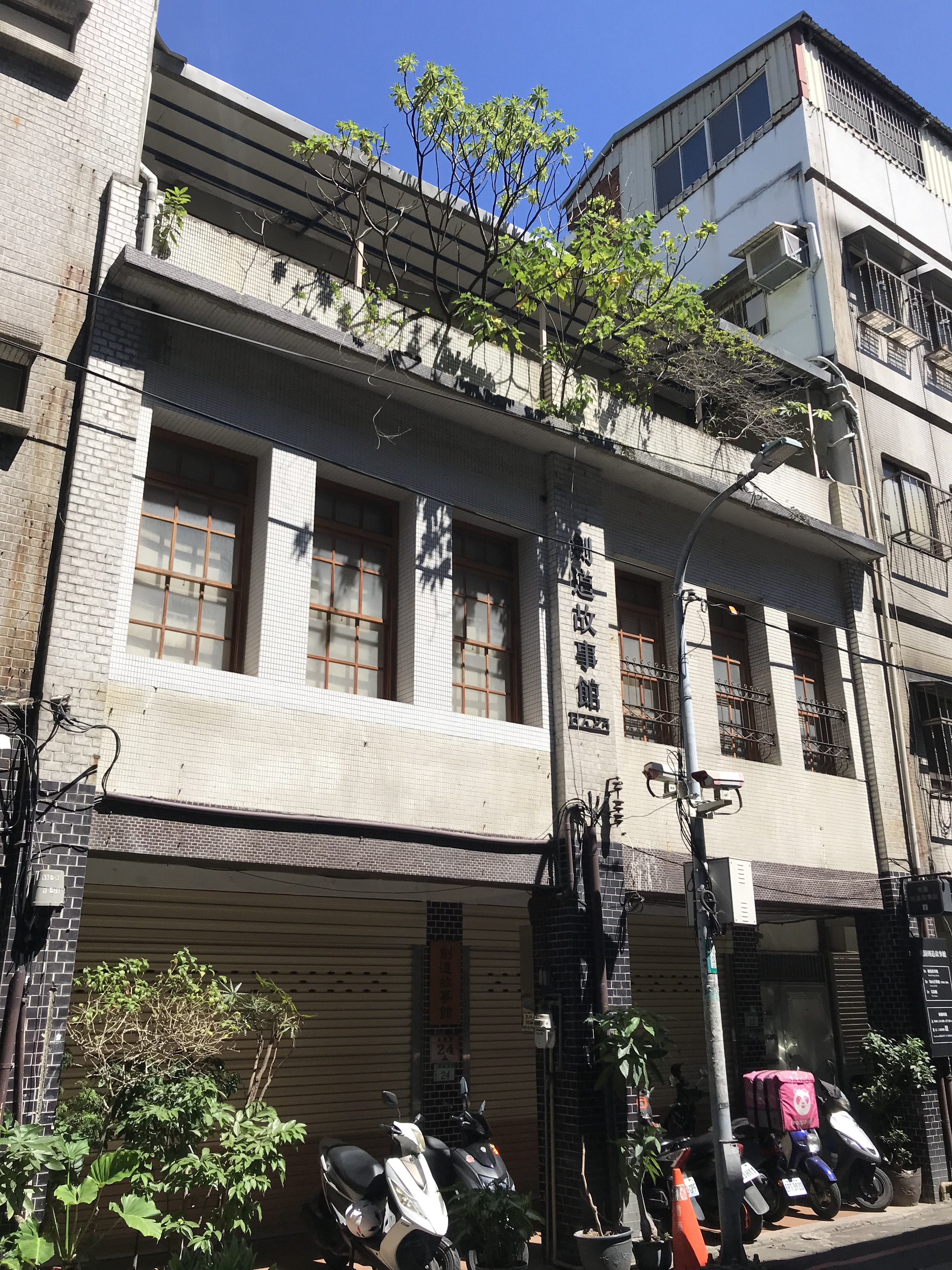
桃園劍道故事館

## 生平

### 早年
徐恒雄為醫師徐銀格六名子女的第三子，生於1940年冬。徐恒雄年少時身高177公分，曾作桃園縣籃球代表隊前鋒、後衛，三度出征省運會。徐恒雄大學時受劍道範士九段的父親影響開始學劍道，曾在台灣區運會以一對七擊敗對方主將，段位達七段。但他因劍道導致左眼受傷，晚年差點失明。
徐恒雄原先讀牙醫，台北醫學院畢業後，以耳鼻喉科為執業。

### 培育選手
父親去世後，徐恒雄辭去台北醫職返回桃園市，在自家的綜合醫院擔任副院長，並開始培育桃園的劍道選手。該診所位於桃園區永樂街24號，兼具徐恒雄住所。當時桃園沒有公立的劍道館，他就將頂樓闢為劍道練習場。
徐恒雄會免費培育選手、自己出錢請選手吃飯、用自己開設的醫院救護車當比賽交通工具、照料生病的選手。曾任青溪國中校長的張秋銘回憶，徐恒雄會找邊緣的學生學劍道，以免誤入歧途。像是曾在青溪國中擔任訓導主任的黃光榮，回憶自己年少時不愛念書，後來在街頭遊蕩時碰到徐恒雄，教他練劍道，還提供診所樓上補習課業、收留，讓他與其他人導回正軌。黃光榮說，徐教練在他們就學時關心他們學業、出社會時關心他們出路，結婚後關心他們生計，讓選手無後顧之憂，訓練自然賣力。
徐恒雄將籃球戰術和走位運用在劍道，創造出屬於自己子弟的獨家密技。原先桃園的劍道界早年是徐銀格打下基礎，後在徐恒雄的繼承下，桃園縣男子劍道隊於1976年奪得臺灣區運動會冠軍。1985年，該隊在區運完成七連霸時，縣長徐鴻志為鼓勵，就答應若十連霸就建立縣立劍道館（今桃園市立劍道館）。至十三連霸時，1992年3月30日，桃園縣立劍道館啟用。劉邦友任縣長時，為鼓勵劍道選手，將原訂十五連霸以上獎金即不遞增的連霸獎限制取消。1995年，徐恒雄帶領黃靖哲、岳建中、黃光榮、許高穎、劉有元、林豪敦、吳政文、胡文達在區運達成十七連霸，打破區運連霸紀錄。其中的許高穎日後成為八德永豐中學教師，會輔導偏差行為的學生。讓徐恒雄惋惜的是黑道環境下長成的弟子王錦豐，高中畢業後放棄劍道、一度沉淪。王錦豐後來作桃園的劍道教練。
徐恒雄一生除曾帶領桃園隊在區運奪廿三連霸外，更出任國家代表隊總教練而四度奪得世界劍道錦標賽第三名。
徐恒雄母親一直希望兒子能結婚。對於徐恒雄終生未娶的原因，友人張秋銘認為是為推廣劍道。每周一到五下午4時30分到晚上7時，徐恒雄會親自訓練選手。病患還見到徐恒雄會穿劍道服看診。徐恒雄還以培育鬆獅狗在養犬界知名。

### 去世
2011年末左右，徐恒雄被檢查出罹患肺腺癌3期，於2014年4月26日過世。2015年4月13日，徐恒雄親友、徒弟至桃園市立劍道館悼念被譽為「桃園劍道之父」的徐恒雄。徐恒雄遺產，由家人遵其遺囑提撥幫助弱勢孩童繼續升學。

## 紀念
徐恒雄之弟徐彥郎為紀念兄長與父親在劍道的貢獻，藉由市長鄭文燦提出「一區一故事館」，在家族同意下將徐恒雄的診所和故居改建為紀念館，由設計師王耀邦規劃。2017年1月14日，桃園劍道故事館在鄭市長見證下揭牌。參觀該館須達五人，透過臉書預約。